# Hatchet Cove
Hatchet Cove is een plaats in de Canadese provincie Newfoundland en Labrador. De plaats bevindt zich aan de oostkust van het eiland Newfoundland en maakt deel uit van het local service district Random Sound West.

## Geografie
Hatchet Cove ligt aan de gelijknamige inham aan de noordoever van Southwest Arm, een zeearm aan Newfoundlands oostkust. Het dorp is gelegen aan provinciale route 205 en ligt 4 km ten westen van St. Jones Within en 8,5 km ten oosten van Hillview.

## Geschiedenis
In 2008 kreeg de plaats voor het eerst beperkt lokaal bestuur doordat ze deel ging uitmaken van het nieuw opgerichte local service district (LSD) Hillview-Adeytown-Hatchet Cove-St. Jones Within. Dat LSD veranderde in 2009 van naam tot Random Sound West en werd bij een fusie in 2010 aanzienlijk uitgebreid.

## Demografie
Tussen 1991 en 1996 daalde de bevolkingsomvang van Hatchet Cove van 83 naar 73. In 2001 woonden er maar 53 mensen meer.
Vanaf de volkstelling van 2006 worden er niet langer aparte censusdata voor Hatchet Cove bijgehouden. Sindsdien kende het gebied, net zoals de meeste afgelegen plaatsen op Newfoundland, een aanzienlijke bevolkingsdaling.